# Понти-Серрада
Понти-Серрада (порт. Ponte Serrada)  —  муниципалитет в Бразилии, входит в штат Санта-Катарина. Составная часть мезорегиона Запад штата Санта-Катарина. Входит в экономико-статистический  микрорегион Шаншере. Население составляет 10 561 человек на 2006 год. Занимает площадь 570 км². Плотность населения — 20,7 чел./км².
Праздник города —  7 июля.

## История
Город основан 21 июня 1958 года.

## Статистика
- Валовой внутренний продукт на 2003 составляет 82.891.917,00 реалов (данные: Бразильский институт географии и статистики).
- Валовой внутренний продукт на душу населения на 2003 составляет 7.419,61 реалов (данные: Бразильский институт географии и статистики).
- Индекс развития человеческого потенциала на 2000 составляет 0,768 (данные: Программа развития ООН).

## География
Климат местности: мезотермический гумидный.